# Habergeiß

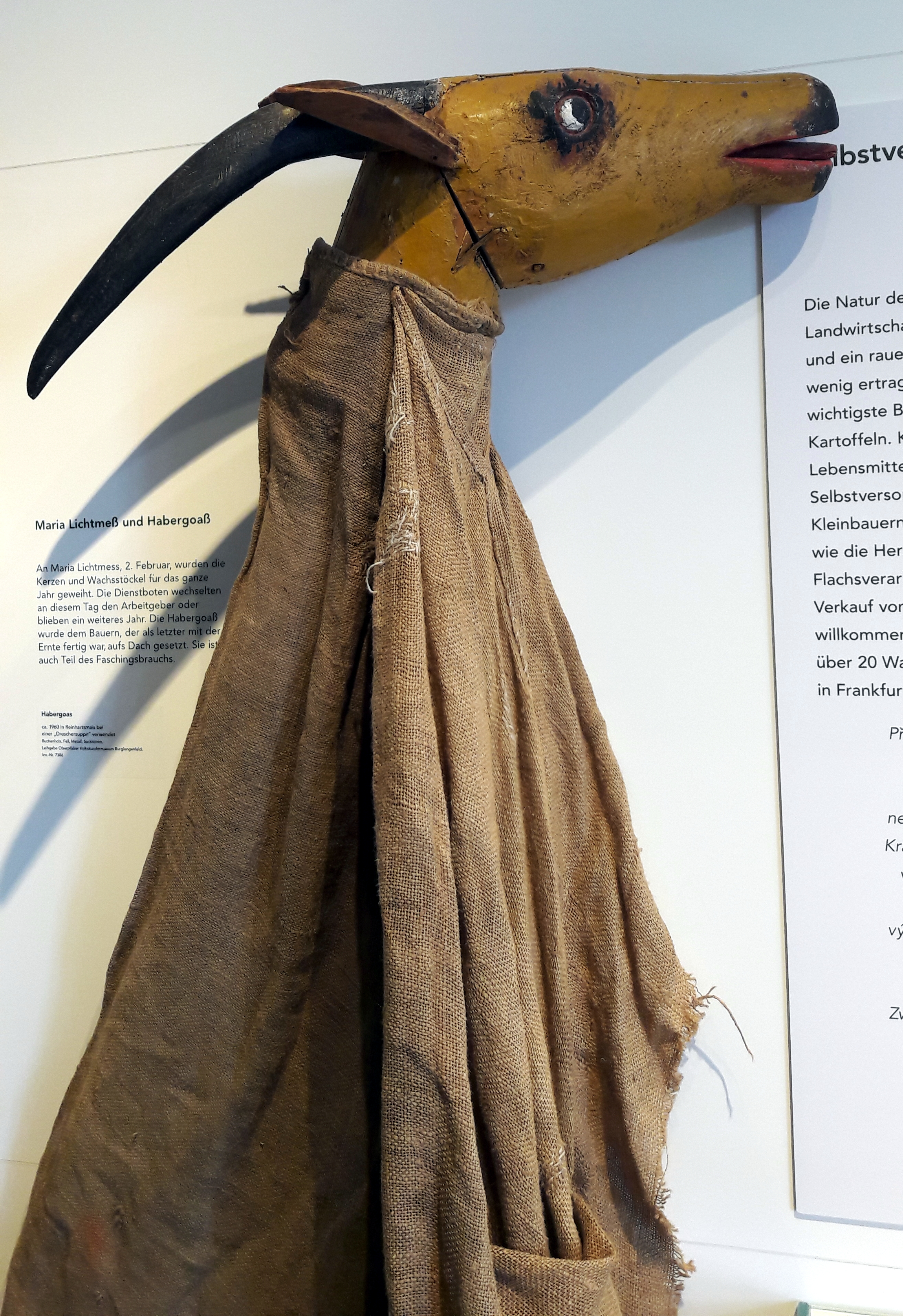
Hobergoaß, Waldmuseum Zwiesel

Die Habergeiß (bair. Habergoaß) ist eine Dämonengestalt in Form einer Ziege mit Pferdehufen oder eines Vogels, der entweder die Stimme einer Ziege hat oder in einer anderen Weise verunstaltet ist. Mythologisch findet sie in Skandinavien ihre Entsprechung im Julbock, in Rumänien in der Capra. Der damit assoziierte Bock Thors wird im altisländischen ebenfalls als „Hafar“ bezeichnet (Siehe: Namensherkunft). Auch gibt es in der Schweiz die Sage vom Donner verursachenden Rollibock.

## Die Habergeiß

### Die Habergeiß als Ziegenbock

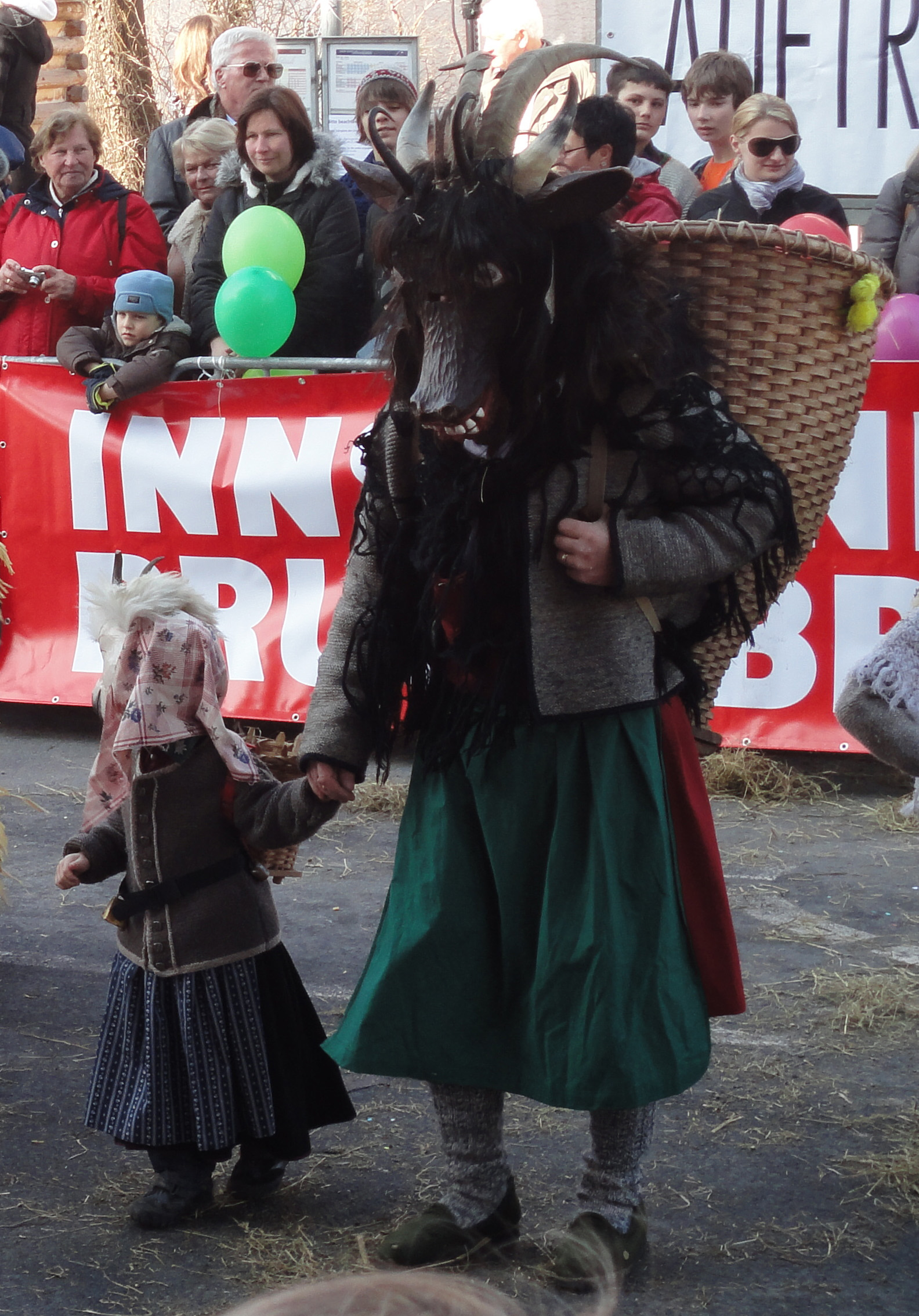
Die Habergeiß bei einem Faschingsumzug

Bei den Krampusläufen Anfang Dezember (vor allem 5./6. Dezember, Nikolaus) ist die sogenannte Habergeiß unterwegs, die Begleitung der Perchten ist. Sie trägt dabei immer eine „Zistl“ auf dem Rücken, einen Tragekorb, wie er früher bei Bauern üblich war. Den Kindern wird gerne erzählt, die Habergeiß nähme in dieser Zistl die Kinder mit sich fort. Manchmal wird zwischen weißer und schwarzer Habergeiß unterschieden (gemeint ist damit die Fellfarbe). Die Kostüme sind oft größer als zwei Meter und entsprechend furchteinflößend.
Diese Form der Habergeiß findet sich vor allem in Kärnten, Salzburg und der Steiermark.
In der Volkssage wird die Habergeiß meist als dreibeiniger Geißbock mit glühenden Augen und langem Bart beschrieben. In einigen Sagen besitzt dieser Geißbock kein Fell, sondern ein Gefieder.
Die Habergeiß zu sehen gilt als böses Omen. Laut einer alten Sage ist die Habergeiß das Haustier der Perchten und übertrifft sie in der Stärke überragend.

### Die Habergeiß als Vogelgestalt
Hierbei wird die Habergeiß als hässlicher, dämonischer Vogel, manchmal mit drei Beinen, beschrieben. Das Fell (manchmal auch Gefieder) ist je nach Gegend rot wie Blut oder gelb. Das Meckern klingt immer erschreckend und furchteinflößend. Es wird ihr nachgesagt, dass sie Bauern und Vieh das Blut aus den Adern saugt.

### Die Habergeiß in anderen Gestalten
- Selten (im Schwäbischen gebräuchlich) werden mit dem Wort „Habergeiß“ sehr dünne oder sehr hässliche Frauen bezeichnet.
- Regional (schwäbisch, fränkisch) der gebräuchliche Ausdruck für den Weberknecht.
- Selten als Todesbote bzw. nicht näher definiertes Tier, das ein Unheil ankündigt.
- Im Tiroler Dialekt wird der Waldkauz oder Steinkauz so bezeichnet (Hobrgoaß).
- Die Bekassine, eine Schnepfenart, wird als Haberbock oder Haberziege bezeichnet, weil die Töne, die sie verursacht, meckernden Ziegen ähneln.[2]

Die Habergeiß ist fest verankert im Brauchtum und wird in Teilen Österreichs auch bei unterschiedlichen lokalen Bräuchen eingesetzt, vor allem im Fasching, im Maibaum-Brauchtum und bei den Perchtenläufen.

## Namensherkunft
Das Kompositionsglied Haber bezeichnet ‚Ziegenbock‘ (vgl. mundartlich Häberling ‚einjähriger Ziegenbock‘), Geiß ‚Ziege, Zicke‘. Dieser Name sowie gleichbedeutende Bockgeiß sind tautologische Komposita, und die oft gehörte Darstellung, nach der gleichlautende Haber ‚Hafer‘ bedeute, lässt sich etymologisch nicht halten. Im Altisländischen sowie im Keltischen bedeutet hafr ‚Bock‘.
Man vermutet, das Fabelwesen sei ehemals ein Fruchtbarkeitswesen gewesen, dessen Bedeutung sich im Laufe der Zeit geändert hat. Somit durch Volksetymologie wurde der Name vielfach falsch als ‚Haferziege‘ verstanden.